# Municipio de Michigan (Nebraska)
Michigan Township es una subdivisión territorial inactiva del condado de Valley, Nebraska, Estados Unidos. Tiene una población estimada, a mediados de 2023, de 69 habitantes.

## Geografía
La subdivisión está ubicada en las coordenadas 41°36′40″N 99°2′21″O / 41.61111, -99.03917. Según la Oficina del Censo, tiene una superficie de 92.28 km², correspondientes en su totalidad a tierra firme.

## Demografía
Según el censo de 2020, en ese momento había 57 personas residiendo en la zona. La densidad de población era de 0.62 hab./km². La totalidad de los habitantes eran blancos. No había hispanos o latinos viviendo en la región.